# Doris Håvik
Inga Doris Helena Håvik, född 20 oktober 1924 i Göteborg (Karl Johan), död 21 september 2009 i Göteborg (Örgryte), var en svensk socialdemokratisk politiker.
Doris Håvik var 1946–1984 anställd vid Göteborgs försäkringskassa. Hon var samtidigt politiskt engagerad i Göteborgs arbetarekommun och hade kommunala uppdrag som ledamot i barnavårdsnämnden och sociala centralnämnden. Hon var riksdagsledamot 1969–1995 (varav åren 1969–1970 i andra kammaren), invald i Göteborgs stads valkrets. Hon var också under fem år svensk delegat i FN:s generalförsamling.